# Happy X-mas
Happy X-mas je živé album české punkové skupiny Znouzectnost z roku 1988.
Album bylo nahráno 17. prosince 1988 v kostele církve Československé husitské Karla Farského v Plzni. Na albu vystupuje kapela v tehdejší sestavě se zpěvem a kytarou Démy, basovou kytarou G'oldy, zpěvem a bicími Caina, elektrickou kytarou Bowího a zpěvem druhé zpěvačky Emy. Album obsahuje především melancholické a smutné písně publikované na předešlých albech i nové doprovázené průvodním slovem Démy a dvěma zamyšleními ThDr. Jiřího Silného.
Během koncertu byl filmařem Jindřichem Markem natočen druhý klip kapely na píseň Dračí setba.

## Seznam skladeb
1. Hledači pokladů (02:26)
2. Průvodní slovo (02:32)
3. Ztracená zem (02:43)
4. Mé království (02:17)
5. Údolí slepců (03:07)
6. Prodavač iluzí (02:48)
7. Dotknout se slunce (02:27)
8. Průvodní slovo (05:40)
9. Tažní ptáci (03:51)
10. Crusade (03:38)
11. Použitý (03:31)
12. Divný věci (02:06)
13. Tak brácho (01:44)
14. Dračí setba (02:11)
15. Posel (02:55)